# Birkerød Vandforsynings vandtårn
Birkerød Vandforsynings vandtårn er et vandtårn opført i 1961 beliggende på Høbjerg i Birkerød. Vandtårnet er af samme type som Brønderslev Vandtårn opført i 1955. Foruden sin funktion som vandtårn, benyttes tårnet som udsigtsplatform, idet der øverst er etableret et cirkulært rum med vinduer hele vejen rundt. Tårnet, der er udført i jernbeton, er en bred cylinder båret af en central, cirkulær søjle, der huser en spindeltrappe, samt 12 firkantede søjler nær cylinderens yderkreds.
Tårnet har kapacitet til 2.000 m3 og det maksimale vandspejl ligger i kote 81. I tilfælde af problemer med forsyningsanlæggene kan tårnet opretholde normal forsyning i 8-12 timer.
Vandtårnet afløste et langt mindre vandtårn, der lå lige ved siden af og blev nedrevet i slutningen af 1990'erne. Høbjergstien går mellem de to vandtårne.